# Fredensborg község
Fredensborg község (dánul: Fredensborg Kommune) Dánia 98 községének (kommune, helyi önkormányzattal rendelkező közigazgatási egység) egyike. A Hovedstaden régióban található. Fredensborg község Hørsholm, Allerød, Hillerød, Gribskov, Helsingør, Helsingborg és Landskrona községekkel határos. Lakosainak száma 40 112 fő (2016).